# Вьючный транспорт

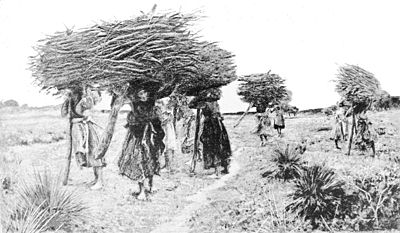
Женщины переносят хворост.

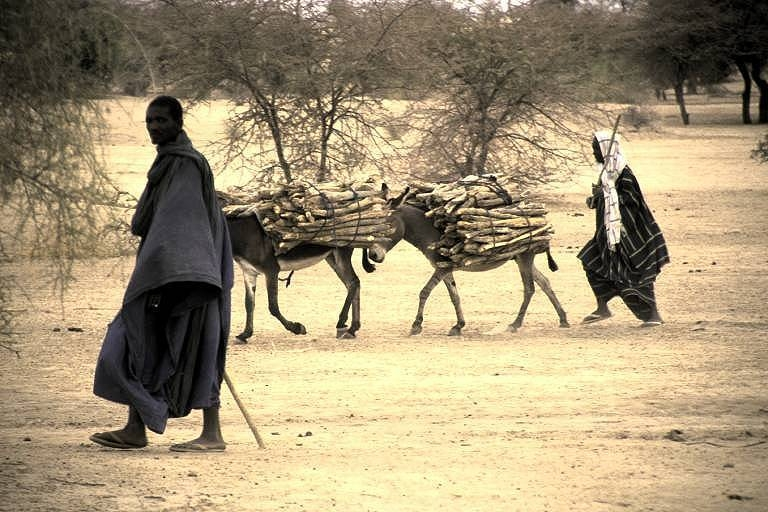
Перевозка дров на ослах.

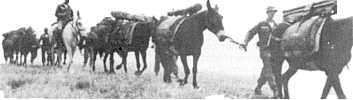
Обоз вьючных животных (мулов) ВС США.

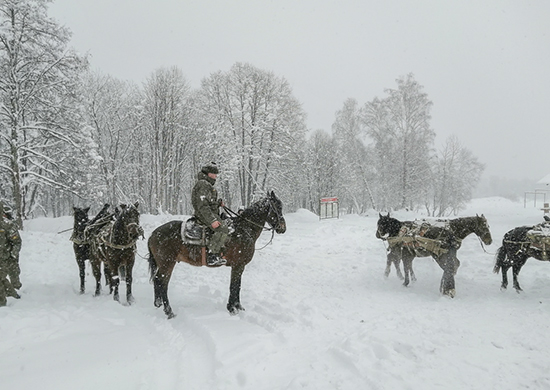
Вьючно-транспортный взвод Н-ского формирования ВС России. Южный военный округ.

Вью́чный тра́нспорт — транспорт, использующий работу вьючных животных либо человека. 

## История
С давних времён для транспортировки (перевозки) какого-либо имущества использовался человек и животные (верблюд, мул, осёл, лошадь, олень, бык, слон, лошак и другие).
Транспортировка осуществляется на спине животного при помощи вьюков и вьючных сёдел, для этого применяются лошади, мулы, верблюды, ослы, олени и другие животные. Является древнейшим известным человеку видом транспорта. Применяется как правило в горах, пустынях, лесистой и болотистой местности, там, где невозможно использовать другой транспорт (гужевой, автомобильный или воздушный), например, из-за бездорожья, характера местности, климатических условий или состояния погоды, а также в местностях со слаборазвитой экономикой. Грузы, приготовленные для транспортировки на спинах животных, называются вьюками, а места для сидения человека — вьючными сёдлами. 
Преимущество перед другими вьючными животными имеет верблюд благодаря своей величине, силе и способности довольствоваться самою скудною пищей и долго обходится без питья. На конец XIX столетия один верблюд, в зависимости от его возраста и физического состояния, мог нести вьюк от 8 до 13 пудов весом, и двигаться со скоростью три — четыре версты в час. Верблюжьи транспорты и караваны были обыденным явлением в южной Азии и в Африке, где кочевники не имели других способов перемещения грузов и людей.
Вьючный транспорт, для перевозки больных и раненых перевозившихся на особых вьючных носилках, использовался Русской армией во время японской войны.
В качестве тягловой силы наиболее эффективен верблюд, который может проходить 30 — 40 км в день при дальних переходах и переносить грузы массой до 50 % от своего веса. Лошадь может перевозить груз более 1/5 своего веса, мул — не более 1/5 его веса.
Согласно Венской конвенции о дорожных знаках и сигналах, знак  запрещает движение гужевых повозок (саней), верховых и вьючных животных, а также прогон скота.